# Танах
Танах (хебр. תַּנַ"ךְ) или хебрејска Библија, је хебрејска збирка светих списа коју хришћани називају Старим заветом. Назив је настао од почетних слова њеног садржаја: име прве групе почиње словом Т, друге словом Н, а треће словом К. У хебрејском језику се за скраћенице додаје слово „а“ између сугласника и тако се добија реч ТаНаХ (слово „к“ на крају речи постаје „х“). Танах је канонизована на сабору у Јамнији око 90. п. н. е. и чине је 24 књиге подељене у три основне групе: (а) Закон (хебр. תּוֹרָה — Тора), који обухвата пет књига па се још назива и Петокњижје, (б) Пророци (хебр. נְבִיאִים — Неви'им), и (ц) Списи (хебр. כְּתוּבִים — Кетувим). Све књиге су написане на хебрејском језику, осим делова Јездре и Данила, те неколико речи у Књизи постања и у Јеремији писаних арамејским. Ова хебрејска Библија је касније названа Масоретски текст, по учењацима масоретима који су се бавили преписивањем и редиговањем ових светих списа у периоду између 900. и 600. п. н. е. Очување библијског текста био је задатак преписивача (хебрејски софер: писац) који су установили предају читања Библије. Будући да хебрејски језик изворно не пише самогласнике, у препису су после додавани знакови за самогласнике (Масоретски текст).
Јеврејско предање сматра јеврејске (свете) списе објављеном „речју Божјом“ и учење о путу послушности Богу свог народа, Израиља. Главни ауторитет се приписује Тори (науку, учењу, закону), други ауторитет збирци Неви'им (Пророци), а трећи ауторитет збирци познатој као Кетувим (Списи). Прва два дела јеврејских светих списа вероватно су се јавила у данашњем облику до позног 4. века п. н. е., али је њихов садржај остао променљив све до краја 1. века п. н. е. Грчки превод јеврејских светих списа познат као (Септуагинта), сачињен за потребе јеврејске заједнице у Александрији у. 3. веку п. н. е., садржао је додатне списе, један број апокрифних списа, које су рабини из Јамније на крају искључили из свог канона, а које је првобитна хришћанска црква, која је користила грчки језик, укључила као део Старог завета. Према јеврејском предању, пророчанства су престала око 400. п. н. е., тако да после тог времена више не може бити нових списа. Насупрот томе, хришћани су тврдили да су се пророчанства наставила и да су списи, који ће коначно постати Нови завет, такође Богом надахнути. Утицај јеврејске Библије осећа се не само у јеврејској традицији него је он исто тако незаобилазан историјски, културни и идејни оквир Новог завета и хришћанске традиције. Библијски поглед на свет прожима како западну тако и источну, православну културу.
У оквиру јудаизма тврди се да је Тора откривење Божије свом народу. Јеврејско Свето писмо ставља давање Торе, образовање Израиља као народа који је у савезу с Богом, задобијање обећане земље и историју Израиљског царства у контекст стварања света и контекст свеопште људске историје. Верује се да су заповести Торе, усменим предањем протумачене и примењене на измењене услове, откривена норма покоравања савезу и да су замишљене да посвете целокупно постојање јединке и заједнице. Етички и религиозни прописи су исто толико брига појединца и породице колико и заједнице сакупљене у синагоги за Шабат или за празнике литургијске године. Богослужење у синагоги је усредсређено на Свето писмо или изводе из Светог писма и углавном се састоји од тога. Тора и Пророци се читају и тумаче. Избори из Списа се читају као пригодни за празнике. Шема и благослови су узети из Библије. Псалми се читају и певају, а индивидуалне и здружене молитве изведене су из библијских текстова. Псалми, који изазивају читав спектар религиозних емоција, сачињавају основни молитвеник.
Различите гране јудаизма и самаританизма задржале су различите верзије канона, укључујући текст Септуагинте из 3. века који се користи у јудаизму Другог храма, сиријској Пешити, Самарићанском петокњижју, Свитцима с Мртвог мора и средњовековном Масоретском тексту из 10. века који су саставили масорети, који се тренутно користи у рабинском јудаизму. Изрази „хебрејска Библија“ или „хебрејски канон“ се често поистовећују са масоретским текстом, међутим, ово је средњовековна верзија и један од неколико текстова који се сматрају ауторитативним од стране различитих типова јудаизма кроз историју. Садашње издање Масоретског текста је углавном на библијском хебрејском, са неколико одломака на библијском арамејском (у књигама Данила и Јездрина и у стиху Јеремије 10:11).
Тренутно, све главне непротестантске (римокатоличке, православне и оријентално-православне) хришћанске деноминације прихватају као канонске Деутероканонске књиге, које су искључене из модерне хебрејске Библије и протестантске Библије. Древни преводи хебрејске Библије које тренутно користе римокатоличка и источна православна црква заснивају се на Септуагинта, коју су рани хришћани сматрали ауторитативним библијским каноном. Септуагинта је била утицајна на рано хришћанство јер је то био хеленистички грчки превод хебрејске Библије који су првенствено користили хришћански аутори из 1. века.
Поред Масоретског текста, савремени библичари који желе да разумеју историју хебрејске Библије користе низ извора. То укључује Септуагинту, превод Пешита на сиријски језик, Самарићанско петокњижје, збирку Свитака са Мртвог мора и цитате из рабинских рукописа. Ови извори могу бити старији од Масоретског текста у неким случајевима и често се разликују од њега. Ове разлике су довеле до теорије да је још један текст, Уртекст хебрејске Библије, некада постојао и да је извор верзија које постоје данас. Међутим, такав Уртекст никада није пронађен, а расправља се о томе која је од три опште познате верзије (Септуагинта, Масоретски текст, Самарићански петокњижје) најближа Уртексту.

## Име „Танах”
Танах је акроним, направљен од првог хебрејског слова сваке од три традиционалне поделе масоретског текста: Тора (дословно 'Упутство' или 'Закон'), Неви'им (Пророци) и Кетувим (Списи)—отуда ТаНаКх.
Троделна подела која се огледа у акрониму Танах добро је посведочена у рабинској литератури. Током тог периода, међутим, Танах није коришћен. Уместо тога, прави наслов је био Микра (или Мијакра, מקרא, што значи читање или оно што се чита) јер су се библијски текстови читали јавно. Акроним 'Танакх' је први пут забележен у средњем веку. Микра се и данас користи на хебрејском, поред Танака, за упућивање на хебрејске списе. У модерном говорном хебрејском, они су заменљиви.

## Књиге Танаха
Године 424. п. н. е. Јевреји усвајају тридесет и пет књига које чине Танах. Многи научници сматрају да је канонизација Танаха потпуно завршена тек око 90/100. године од стране јеврејског синода у граду Јавне (лат. Jamnia) на обали Средоземног мора.
Јевреји деле књиге Танаха у три групе. Прву групу чини пет Мојсијевих књига и она се зове „Тора“ или у слободном преводу „закон“. Другу групу књига чини деветнаест књига, и оне се називају „Неви'им“, што значи „пророци“. Трећу групу чини једанаест књига, и она се на хебрејском зове „Кетувим“ што значи „списи“.

### Тора
Закон (хеб. Тора) чине следеће књиге:
- Постање (хеб. Берешит)
- Излазак (хеб. Шемот)
- Левитска (хеб. Вајикра)
- Бројеви (хеб. Бамидбар)
- Поновљени закони (хеб. Деварим)

### Неви'им
Пророци (хеб. Неви'им) чине следећу скупину књига:
- Исус Навин (хеб. Јехошуа)
- Судије (хеб. Шофтим)
- Самуило (хеб. Шемуел)
- Цареви (хеб. Мелахим)
- Исаија (хеб. Јешаајаху)
- Јеремија (хеб. Јирмејаху)
- Језикељ (хеб. Јехезкел)
- Осија (хеб. Хошеа)
- Јоил (хеб. Јоел)
- Амос
- Авдија (хеб. Овадја)
- Јона
- Михеј (хеб. Миха)
- Наум (хеб. Нахум)
- Авакум (хеб. Хавакук)
- Софонија (хеб. Цефања)
- Агеј (хеб. Хагај)
- Захарија (хеб. Зехарја)
- Малахија (хеб. Малахи)

### Кетувим
Списи (хеб. Кетувим) чине следећу скупину књига:
- Псалми (хеб. Техилим)
- Јов
- Приче Соломонове (хеб. Мишле Шеломо)
- Рута (хеб. Рут)
- Песма над песмама (хеб. Шир хаширим)
- Проповедник (хеб. Кохелет)
- Плач Јеремијин (хеб. Еиха)
- Јестира (хеб. Естер)
- Данило (хеб. Данијел)
- Јездра и Немија (хеб. Јездра у Нехемја)
- Дневници (хеб. Дивре хајамим)